# 爾朱度律
爾朱度律（？—？），爾朱榮的從父弟，個性質樸少言，是南北朝北魏末年的政治人物。
度律在北魏節閔帝時曾身任使持節、侍中、大將軍、太尉公、兼尚書令、東北道行台。普泰二年閏三月壬戌（532年5月18日），在韓陵之戰敗給高歡，與爾朱天光一同逃回洛陽，被斛斯樁阻擋而不得歸，遂被追兵所獲，斬於洛陽。

## 生平
度律起初為統軍，從爾朱榮征討六鎮之亂的叛軍。北魏孝莊帝初年（約528到529年），被任命為安西將軍、光祿大夫，封樂鄉縣開國伯。不久後改為安北將軍、朔州刺史，又改為軍州刺史。後又加散騎常侍、右衛將軍。又改為衛將軍、左光祿大夫、兼京畿大都督。永安三年九月二十五日（530年11月1日），爾朱榮被孝莊帝殺害，度律便與爾朱世隆共同逃往晉陽。永安三年十月壬申（530年12月5日），度律和爾朱世隆等共同推舉長廣王元曄繼位，大赦，改元建明。以度律為太尉公、四面大都督，封常山王。建明元年十二月甲辰（531年1月6日），度律與爾朱兆等攻入洛陽，擒殺了孝莊帝。當時孝莊帝殺爾朱榮時，曾詔黄河以西的纥豆陵步藩等攻擊秀容，軍勢逼近晉陽，爾朱兆返回晉陽防守，留度律等留守洛陽。節閔帝時，又升為使持節、侍中、大將軍、太尉公、兼尚書令、東北道行台。普泰元年六月庚申（531年7月21日），高歡正式起兵對抗爾朱家勢力，度律遂與爾朱仲遠共同前往討伐，後因高歡的反間計與爾朱兆有了間隙，聯軍便被高歡打敗。度律雖然身為軍人，卻聚斂無度，所至之處，百姓患之。後來他的母親聽到聯軍被打敗，遂因憂憤過頭導致發病，等到度律探望之時，責之曰：「你身負國家的恩惠，卻無視禮數反叛，我怎麼忍心看到其他人屠戮你呢！」言迄而死，當時的人都覺得很奇怪。普泰二年閏三月壬戌（532年5月18日），度律於韓陵之戰大敗給高歡，與爾朱天光一同返回洛陽，叛變爾朱氏的斛斯樁先一步佔據了跨河大橋，當時度律和爾朱天光本想進攻，但大雨晝夜不止，人疲馬頓，弓矢不得用，只好往西走，在雷波津被生擒，斛斯樁將他們囚禁送給高歡，高歡再將兩人送回洛陽，度律和爾朱天光便一同在洛陽被斬首。

## 延伸阅读
[在维基数据编辑]
 《魏書/卷75》，出自魏收《魏书》